# Spissistilus cornuta
Spissistilus cornuta är en insektsart som beskrevs av Fowler. Spissistilus cornuta ingår i släktet Spissistilus och familjen hornstritar. Inga underarter finns listade i Catalogue of Life.